# Pachycheles cristobalensis
Pachycheles cristobalensis is een tienpotigensoort uit de familie van de Porcellanidae. De wetenschappelijke naam van de soort is voor het eerst geldig gepubliceerd in 1970 door Gore.